# Idioma holikachuk
El idioma holikachuk es una lengua muerta que se hablaba en el curso bajo del río Yukón. Forma parte del grupo de lenguas atabascanas de Alaska central-Yukón, dentro de la familia lingüística na-dené. Se encontraba en situación de extinción inminente, pues en 1995 se registraban únicamente 12 hablantes de la lengua y, de acuerdo con fuentes más recientes, sólo seis personas. Hasta la década de 1970 se le identificó como una lengua independiente, dado que tiene un gran parecido con el koyukón y el deg xinag.
La comunidad lingüística holikachuk es originaria de la localidad epónima, ubicada sobre el curso del río Innoko en el estado de Alaska (Estados Unidos). Posteriormente fueron reubicados en Grayling, sobre el río Yukón.  
En marzo de 2012, el último hablante vivo de holikachuk murió en Alaska.  